# Нова Весь (Члуховський повіт)
Нова Весь (пол. Nowa Wieś) — село в Польщі, у гміні Пшехлево Члуховського повіту Поморського воєводства.
Населення — 495 осіб (2011).
У 1975-1998 роках село належало до Слупського воєводства.

## Демографія
Демографічна структура станом на 31 березня 2011 року:
|          | Загалом | Допрацездатний вік | Працездатний вік | Постпрацездатний вік |
| -------- | ------- | ------------------ | ---------------- | -------------------- |
| Чоловіки | 253     | 59                 | 175              | 19                   |
| Жінки    | 242     | 58                 | 137              | 47                   |
| Разом    | 495     | 117                | 312              | 66                   |